# Patriarhat
Patriarhatul reprezintă un anume tip de relații sociale, bazate pe dominația masculină și poziția de supunere, secundară a femeilor. Tatăl este capul familiei (un fel de pater familias, din dreptul privat roman), având autoritate asupra femeilor și copiilor.
Patriarhat, de asemenea, se referă la un sistem de guvernare de către bărbați, precum și poziția dominantă a bărbaților în sistemele sociale sau culturale.

## Familia patriarhală
Comunitatea patriarhală a familiei a constat din 3-5 generații de rude apropiate din partea părintească, descendenți ai unui strămoș, împreună cu soțiile bărbaților din acest grup. Aceasta ar putea include până la 200-300 de persoane. Viața ei este condusă de consiliul familiei. 